# Femme, je te tue
Femme, je te tue est une émission de série documentaire québécoise diffusée à partir du 25 janvier 2022 sur le réseau Investigation. La deuxième saison est diffusée à partir du 3 janvier 2023.

## Synopsis
Ingrid Falaise, accompagnée par Sarah Bernard, donne la parole aux familles de victimes de féminicide ayant marqué l'histoire du Québec dans cette série documentaire,,,,.

## Épisodes

### Saison 1 (2022)
- 1. Le féminicide de Clémence Beaulieu-Patry

Le meurtre horrible de Clémence Beaulieu-Patry a eu lieu en avril 2016 dans un supermarché du quartier Saint-Michel où elle a été assassinée en plein quart de travail par un jeune homme de 19 ans qui avait tenté précédemment de flirter avec elle ; cette dernière avait poliment repoussé ses avances.
- 2. Le féminicide de Marylène Lévesque

En janvier 2020, Marylène Lévesque, 22 ans, est assassinée à coup de couteau dans une chambre d'hôtel de Sainte-Foy. L'auteur, Eustachio Gallese, en semi-liberté au moment des faits, est immédiatement arrêté et inculpé du féminicide de Marylène Lévesque. Gallese avait déjà purgé une peine de plusieurs années derrière les barreaux pour le meurtre de sa conjointe en 2004, Chantale Deschesnes, une autre féminicide.
- 3. Le féminicide de Sonia Raymond
- 4. Le féminicide de Francine Bissonnette
- 5. Le féminicide de Milia Abrar

Le 20 octobre 1998, le cadavre d'une femme d'origine bangladaise, Milia Abrar, 21 ans, est retrouvé dans une cabine des toilettes publiques située dans le parc Angrignon à Montréal. Elle a été assassinée de 20 coups de couteau et défigurée par une substance corrosive. L'affaire demeure irrésolue même si la police connaîtrait apparemment l'identité le meurtrier, un homme de 20 ans également originaire du Bangladesh.
- 6. Le féminicide de Jaël Cantin
- 7. Le féminicide de Josiane Arguin
- 8. Le féminicide de Véronique Barbe

### Saison 2 (2023)
- 1. Le féminicide de Brigitte Serre
- 2. Le féminicide de Cheryl Bau-Tremblay
- 3. Les féminicides de Nassima et Afife Saroufim
- 4. Le féminicide d’Isabelle Lavoie
- 5. Le féminicide de Vickie Belle-Isle
- 6. Le féminicide d’Aïda El Tomi et ceux de ses trois filles
- 7. Le féminicide de Pina Rizzi
- 8. Le féminicide de Françoise Côté